# 大叶玉山悬钩子
大叶玉山悬钩子（学名：Rubus calycinoides var. macrophyllus）为蔷薇科悬钩子属下的一个变种。

## 扩展阅读
- 維基物種上的相關：大叶玉山悬钩子